# Moldavian Airlines
«Moldavian Airlines» — перша приватна авіакомпанія Молдови. Заснована в 1994 році і була другою за розміром флоту молдовською авіакомпанією. Базувалася в Міжнародному Аеропорту Chisinau і здійснювала власні рейси за 3 напрямами. Член IATA та ICAO.

## Історія
Припинила існування в 2014 році.

## Флот

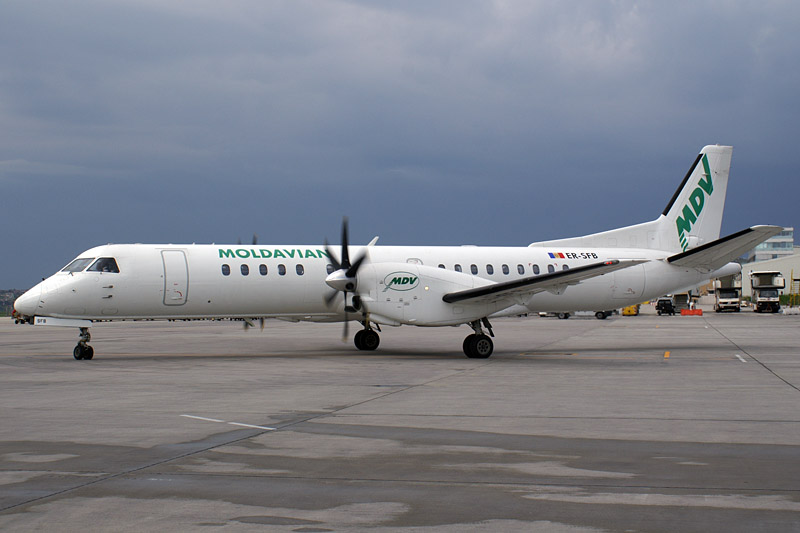
Moldavian Airlines Saab 2000

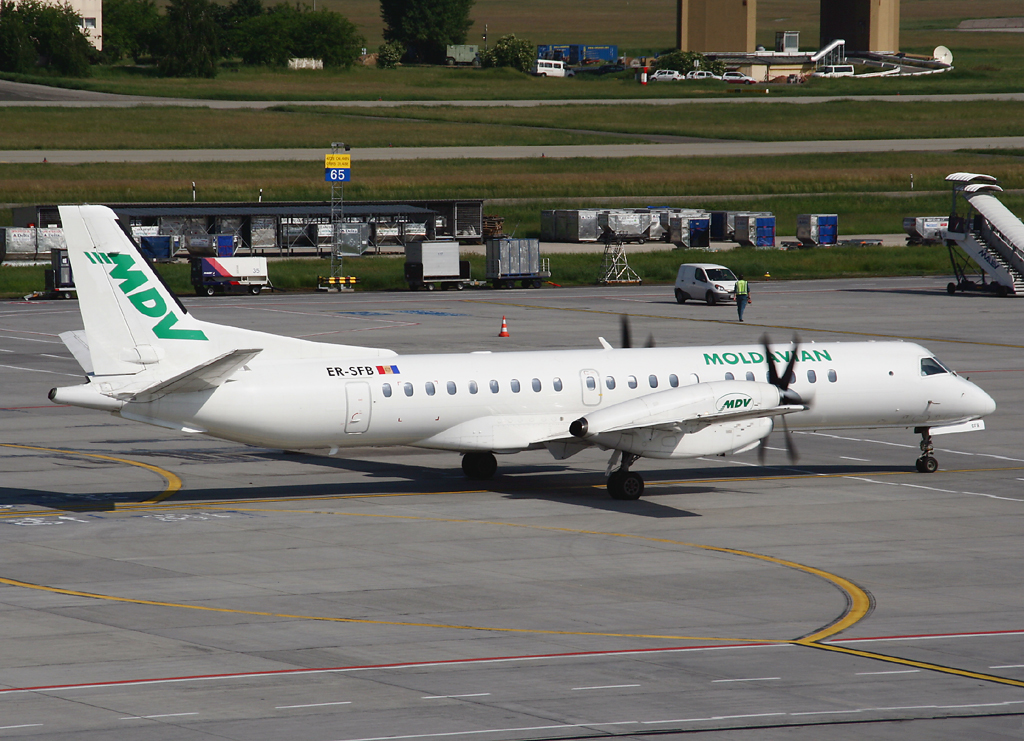
Moldavian Airlines Saab 2000

Є 1 літак:
- 1 Saab 2000

## Карта польотів
Авіакомпанія здійснювала наступні рейси з Міжнародного аеропорту Кишинева:
- Стамбул
- Тімішоара
- Будапешт